# مبدل زیستی
مبدل زیستی جزء شناسایی-انتقال یک سیستم حسگر زیستی است. مبدل زیستی شامل دو قسمت به هم پیوسته‌است؛ یک لایه شناخت زیستی و یک مبدل فیزک شیمی، که با هم کار می‌کنند و سیگنال بیوشیمی را به سیگنال الکترونیکی یا نوری تبدیل کند. لایه زیست شناختی معمولاً حاوی آنزیم یا پروتئین اتصال دهنده دیگری مانند آنتی‌بادی است. با این حال، توالی‌های الیگونوکلئوتیدی، قطعات زیر سلول مانند اندامک‌ها (به عنوان مثال میتوکندری) و قطعات حامل گیرنده‌ها، سلول‌های منفرد، تعداد کمی سلول روی داربست‌های مصنوعی یا برشهای نازک از بافت‌های حیوانی یا گیاهی نیز ممکن است از لایه زیست شناختی تشکیل شده باشد. . این به حسگر زیستی خاصیت انتخابگری می‌دهد. مبدل فیزیک شیمی به‌طور معمول در تماس خیلی نزدیک و کنترل شده با لایه تشخیص است. در نتیجه حضور و عمل بیوشیمیایی آنالیت، یک تغییر فیزیک شیمی در لایه زیست شناختی تولید می‌شود که توسط مبدل فیزیک شیمیایی تولید می‌شود و سیگنالی متناسب با غلظت آنالیت تولید می‌کند. مبدل فیزیک شیمیایی ممکن است الکتروشیمیایی، نوری، الکترونیکی، پیروالکتریک یا پیزوالکتریک باشد. بر اساس نوع انتقال دهنده زیستی، می‌توان حسگرهای زیستی را همان‌طور که در سمت راست نشان داده شده طبقه‌بندی کرد.

## مبدل‌های زیستی الکتروشیمیایی
حسگرهای زیستی الکتروشیمیایی حاوی یک عنصر زیست شناختی هستند که به‌طور انتخابی با آنالیت هدف واکنش نشان می‌دهد و سیگنال الکتریکی متناسب با غلظت آنالیت تولید می‌کند. به‌طور کلی، روش‌های مختلفی وجود دارد که می‌تواند برای تشخیص تغییرات الکتروشیمیایی در طی یک رویداد زیست شناختی استفاده شود و می‌توان آنها را به صورت زیر طبقه‌بندی کرد: آمپومتریک، پتانسیومتری، امپدانس و هدایت سنجی.

### آمپومتریک
مبدل‌های آمپومتریک تغییر جریان را در نتیجه اکسیداسیون یا کاهش الکتروشیمیایی تشخیص می‌دهند. به‌طور معمول، مولکول گیرنده زیستی روی الکترود در حال حرکت (معمولاً طلا، کربن یا پلاتین) بی حرکت است. پتانسیل بین الکترود کارگر و الکترود مرجع (معمولاً Ag / AgCl) در یک مقدار ثابت شده و سپس جریان با توجه به زمان اندازه‌گیری می‌شود. پتانسیل اعمال شده نیروی محرک برای واکنش انتقال الکترون است. جریان تولیدی اندازه‌گیری مستقیم میزان انتقال الکترون است. جریان واکنش بین مولکول گیرنده و آنالیت را نشان می‌دهد و توسط سرعت انتقال جرم آنالیت به الکترود محدود می‌شود.

### پتانسیومتری
سنسورهای پتانسیومتری، میزان پتانسیل یا تجمع بار سلول الکتروشیمیایی را اندازه‌گیری می‌کنند. مبدل به‌طور معمول شامل یک الکترود انتخابگر یونی (ISE) و یک الکترود مرجع است. ISE غشایی را نشان می‌دهد که به‌طور انتخابی با یون باردار مورد علاقه تعامل می‌کند و باعث تجمع پتانسیل بار در مقایسه با الکترود مرجع می‌شود. الکترود مرجع، یک پتانسیل نیمه سلول ثابت را ایجاد می‌کند که تحت تأثیر غلظت آنالیت قرار نمی‌گیرد. از ولت‌متر با امپدانس بالا برای اندازه‌گیری نیروی الکتریکی یا پتانسیل بین دو الکترود در هنگام جریان صفر یا عدم جریان قابل توجه بین آنها استفاده می‌شود. پاسخ پتانسیومتری توسط معادله Nernst اداره می‌شود که پتانسیل متناسب با لگاریتم غلظت آنالیت است.

### امپدانس
طیف‌سنجی امپدانس الکتروشیمیایی شامل اندازه‌گیری تغییرات مقاومتی و خازنی ناشی از یک رویداد زیست شناختی است. به‌طور معمول، یک محرک الکتریکی سینوسی دامنه کوچک اعمال می‌شود و باعث می‌شود جریان از طریق حسگر زیستی جریان یابد. فرکانس برای بدست آوردن طیف امپدانس در محدوده ای تغییر می‌کند. امپدانس سطحی بین الکترود و محلول در نتیجه اتصال آنالیت تغییر می‌کند. برای کنترل و اعمال محرک و همچنین اندازه‌گیری تغییرات امپدانس می‌توان از آنالیزگر امپدانس استفاده کرد.

### هدایت سنجی
هدایت سنجی شامل اندازه‌گیری تغییر در خصوصیات رسانایی محلول نمونه یا یک ماده است. واکنش بین زیست و مولکول و آنالیت باعث تغییر غلظت گونه‌های یونی شده و منجر به تغییر در هدایت الکتریکی محلول یا جریان می‌شود. دو الکترود فلزی در یک فاصله مشخص از هم جدا شده و پتانسیل AC در دو طرف الکترودها اعمال می‌شود و باعث جریان بین الکترودها می‌شود. در طول یک رویداد زیست شناختی ترکیب یونی تغییر می‌کند، با استفاده از اهم متر می‌توان تغییر رسانایی را اندازه‌گیری کرد.

## مبدل‌های زیستی نوری
مبدل‌های زیستی نوری که در حسگرهای زیستی نوری برای انتقال سیگنال استفاده می‌شوند، از فوتون‌ها برای جمع‌آوری اطلاعات در مورد آنالیت استفاده می‌کنند. اینها بسیار حساس، کاملاً خاص، دارای ابعاد کوچک و مقرون به صرفه هستند.
مکانیسم تشخیص انتقال دهنده زیستی نوری به سیستم آنزیمی بستگی دارد که آنالیت را به محصولاتی تبدیل می‌کند که در الکترود در حال کار اکسید شده یا کاهش می‌یابند.
اصل تشخیص میدان اوانسنت معمولاً در سیستم حسگر زیست نوری به عنوان اصل انتقال استفاده می‌شود. این اصل یکی از حساس‌ترین روش‌های تشخیص است. این امکان تشخیص فلوروفورها را به‌طور انحصاری در نزدیکی فیبر نوری فراهم می‌کند.

## تولیدکننده‌های زیستی الکترونیکی مبتنی بر FET
حسگر الکترونیکی مزایای قابل توجهی نسبت به روش‌های نوری، بیوشیمیایی و بیوفیزیکی، از نظر حساسیت بالا و مکانیسم‌های حسگری جدید، وضوح مکانی بالا برای تشخیص موضعی، ادغام آسان با پردازش نیمه هادی در مقیاس ویفر و بدون برچسب، تشخیص به صورت همزمان بدون تخریب دارد.
دستگاه‌های مبتنی بر ترانزیستورهای اثر میدانی (FET) توجه زیادی را به خود جلب کرده‌اند زیرا آنها می‌توانند به‌طور مستقیم فعل و انفعالات بین مولکولهای بیولوژیکی هدف و سطح FET را به سیگنالهای الکتریکی قابل خواندن ترجمه کنند. در یک FET، جریان در امتداد کانال متصل به منبع و تخلیه جریان می‌یابد.
در سنسورهای زیستی مبتنی بر FET، کانال در تماس مستقیم با محیط است و این امر کنترل بهتری روی بار سطح دارد. این حساسیت حسگرهای زیستی مبتنی بر FET را بهبود می‌بخشد زیرا وقایع بیولوژیکی رخ داده در سطح کانال می‌تواند منجر به تغییر پتانسیل سطح کانال نیمه هادی شود و سپس هدایت کانال را تعدیل کند. علاوه بر سهولت یکپارچه سازی تراشه و آرایه‌های دستگاه و ساخت مقرون به صرفه دستگاه، حساسیت بیش از حد سطح حسگرهای زیستی مبتنی بر FET آن را به گزینه ای جذاب برای فناوری‌های موجود در حسگرهای زیستی موجود تبدیل می‌کند [۶].

## مبدل‌های زیستی وزن سنجی / پیزوالکتریک
حسگرهای زیستی گرانشی از اصل اساسی پاسخ به تغییر جرم استفاده می‌کنند. بیشتر حسگرهای زیستی گرانشی از بلورهای نازک پیزوالکتریک کوارتز استفاده می‌کنند، یا به عنوان بلورهای تشدید کننده (QCM)، یا به عنوان دستگاه‌های موج صوتی فله / سطح (SAW). در اکثر اینها، پاسخ جرم با ضخامت کریستال متناسب است. از فیلمهای نازک پلیمری نیز استفاده می‌شود که در آنها می‌توان مولکولهای زیستی را با جرم سطح شناخته شده به سطح اضافه کرد. امواج صوتی را می‌توان به فیلم نازک تولید کرد که یک دستگاه نوسانی تولید می‌کند، و سپس یک معادله را دنبال می‌کند که تقریباً یکسان با معادله Sauerbrey استفاده شده در روش QCM است.

## مبدل‌های زیستی پیروالکتریک
حسگرهای زیستی پیروالکتریک در نتیجه تغییر دما جریان الکتریکی ایجاد می‌کنند. این دیفرانسیل باعث ایجاد پلاریزاسیون در ماده می‌شود و یک گشتاور دو قطبی در جهت گرادیان دما ایجاد می‌کند. نتیجه یک ولتاژ خالص روی مواد است. این ولتاژ خالص را می‌توان با معادله زیر محاسبه کرد.
{\displaystyle \Delta V=\omega PAr\Delta T\left(1+\omega ^{2}\tau _{E}^{2}\right)^{-1/2}}
{\displaystyle \tau _{E}=rC}
که در آن V = ولتاژ، ω = فرکانس زاویه ای حادثه مدوله شده، P = ضریب پیروالکتریک، L = ضخامت فیلم، ε = ثابت دی الکتریک فیلم، A = مساحت فیلم، r = مقاومت فیلم، C = ظرفیت فیلم، τE = ثابت زمان الکتریکی خروجی آشکارساز.